# Junichi Kono
Junichi Kono (高野 純一 Kono Junichi?, nacido el 21 de enero de 1992 en Hyogo) es un exfutbolista japonés. Jugaba de guardameta y su último club fue el FC Osaka de Japón.

## Trayectoria

### Clubes
| Club      | País  | Año         |
| --------- | ----- | ----------- |
| FC Ryukyu | Japón | 2014 - 2015 |
| FC Osaka  | Japón | 2016        |

## Estadística de carrera

### J. League
| Club      | Año   | J. League | J. League | Copa J. League | Copa J. League | Total | Total |
| Club      | Año   | Part.     | Goles     | Part.          | Goles          | Part. | Goles |
| --------- | ----- | --------- | --------- | -------------- | -------------- | ----- | ----- |
| FC Ryukyu | 2014  | 11        | 0         | -              | -              | 11    | 0     |
| FC Ryukyu | 2015  | 0         | 0         | -              | -              | 0     | 0     |
| Total     | Total | 11        | 0         | 0              | 0              | 11    | 0     |